# اچ‌ام‌اس کارنیشن (۱۸۰۷)
اچ‌ام‌اس کارنیشن (۱۸۰۷) (به انگلیسی: HMS Carnation (1807)) یک کشتی است که طول آن ۱۰۰ فوت (۳۰ متر) می‌باشد. این کشتی در سال ۱۸۰۷ ساخته شد.